# Funambolo

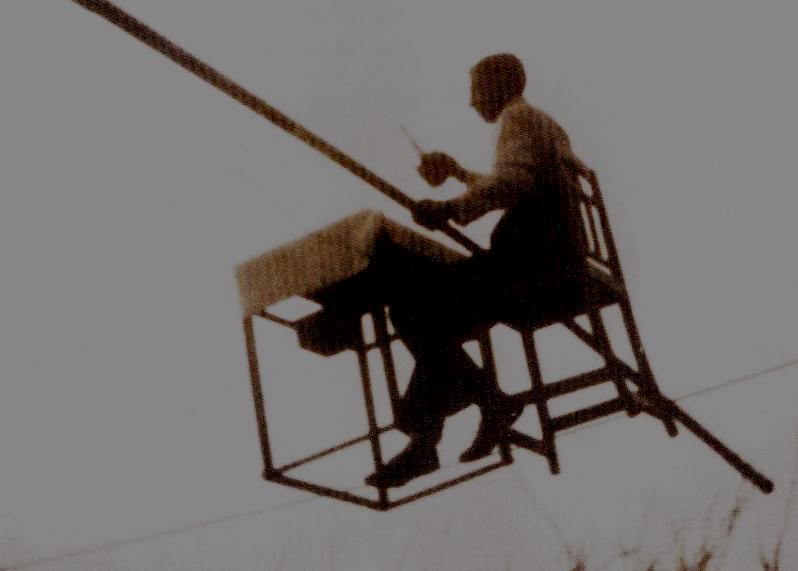
l'equilibrista Ivo Aprigliano negli anni 20

Funambolo è chi si esercita nell'arte del funambolismo (dal latino funis ambulare - camminare sulla fune), ovvero quella pratica circense effettuata sin dall'antichità in spettacoli di strada e itineranti.

## Tecnica
Solitamente veniva tesa una fune ad un paio di metri dal suolo mediante aste e tiranti e l'artista ci camminava. Oltre a camminarci però lo spettacolo poteva comprendere anche numeri più complicati, ad esempio di volteggio, di clown, di giocoleria secondo la bravura dell'artista. La corda può essere molto tesa ed in questi casi viene adoperato un cavo di acciaio e questo tipo di preparazione è adatto a tragitti molto lunghi o in strutture più organizzate come i circhi mentre negli spettacoli da strada è utilizzata la versione meno tesa con funi che richiedono minor tempo di preparazione e maggiore semplicità.
In epoca moderna funamboli come Philippe Petit o Adili Wuxiuer hanno teso funi d'acciaio in scenari spettacolari come le cascate del Niagara, la Cattedrale di Notre-Dame a Parigi o le torri gemelle del World Trade Center.

## Funzione allegorica
Il termine funambolo è usato anche per indicare in modo figurato chi ha grandi doti di equilibrismo e di spettacolo o in generale come sinonimo di acrobata.

## Funamboli famosi
- Charles Blondin

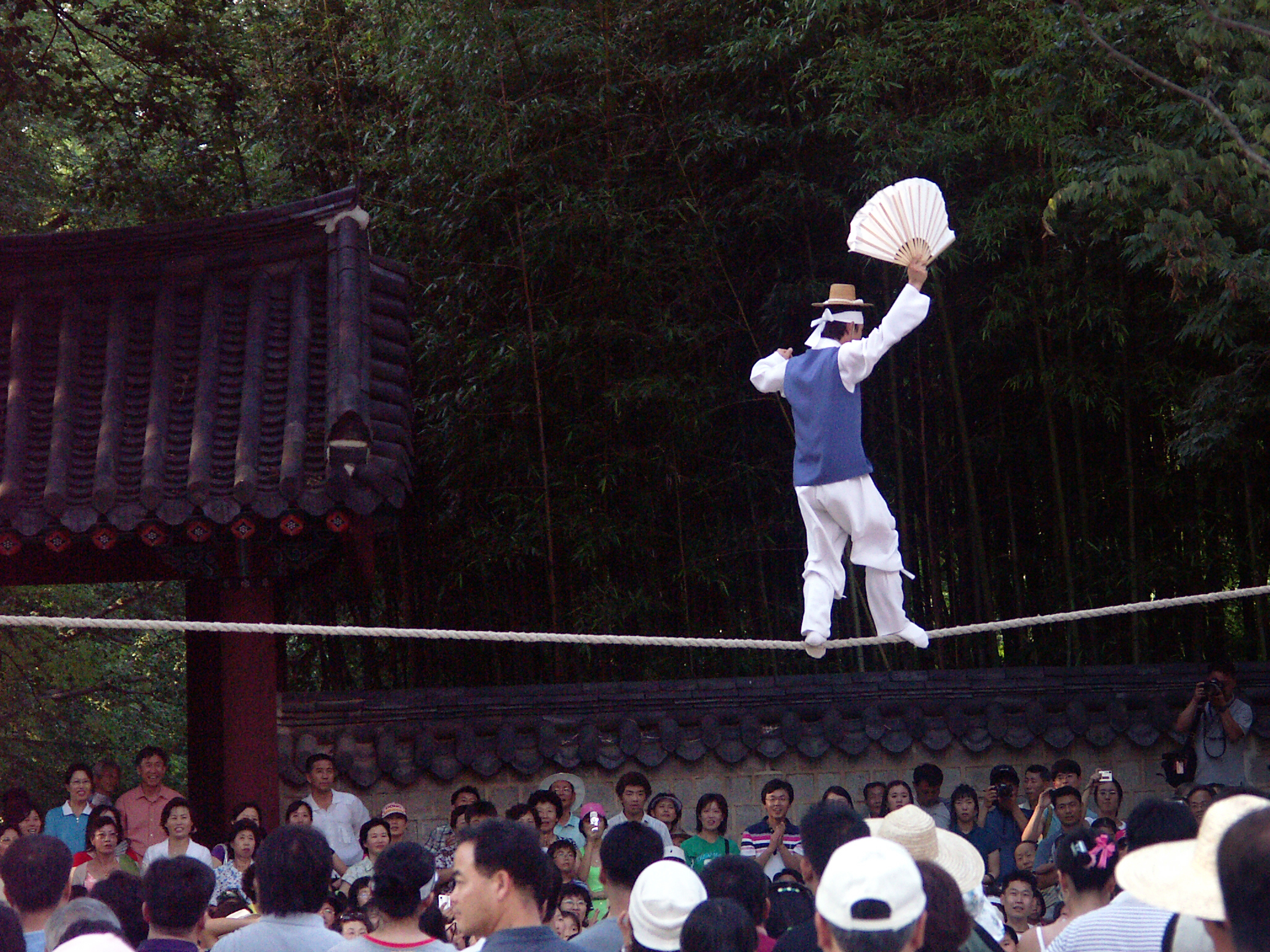
Artista coreano

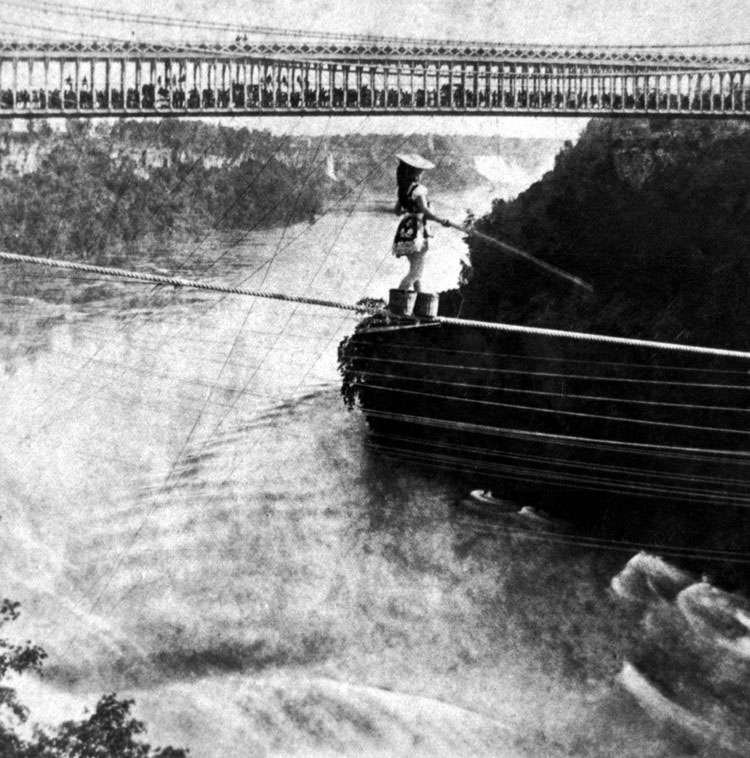
Maria Spelterini attraversa le cascate del Niagara il 4 luglio 1876

- Maria Spelterini, la prima donna ad attraversare le cascate del Niagara
- Riccardo Giuliano
- Arturo Strohschneider [1]
- Ivo Aprigliano
- Con Colleano
- Robert Cadman
- Philippe Petit
- F.Molodzoff

## Opere legate al funambolismo
- Riccardo Cocciante, Il funambolo, singolo dell'album La grande avventura del 1987
- Genet Jean, Il funambolo, romanzo del 1997
- Philippe Petit, Trattato di funambolismo, libro del 1999
- Maxence Fermine, Neve, romanzo del 1999